# Bergsvetenskap

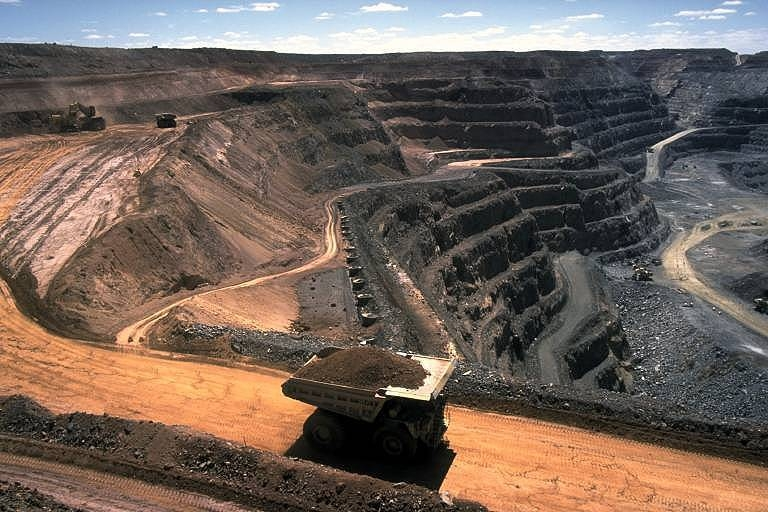
Dagbrott med tipptruck i förgrunden.

Bergsvetenskap är en samlingsbeteckning för de vetenskapliga områden som hör ihop med utvinning, bearbetning och förädling av malm och mineraler. I sin bredaste definition omfattar bergsvetenskapen allt från mineralprospektering via ingenjörsvetenskapliga aspekter av gruvdrift till vetenskapen kring framställning och bearbetning av metaller. Geoteknik och metallurgi är således bergsvetenskapens kärnområden, men många andra delområden av geologi, kemi, fysik och teknik kan också räknas in.
Bergsvetenskapen är den vetenskapliga basen för bergsingenjörsutbildningarna, som i Sverige ofta hade ett stort fokus på järn och stål. Idag är det vanligare att betrakta geoteknik och metallurgi som separata teknikområden, där metallurgin snarast ses som en del av ett bredare materialtekniskt eller materialvetenskapligt ämnesområde, snarare än som en del av en bergsvetenskap.